# Arhopala busa
Arhopala busa är en fjärilsart som beskrevs av Corbet 1941. Arhopala busa ingår i släktet Arhopala och familjen juvelvingar. Inga underarter finns listade i Catalogue of Life.